# Kościół św. Wawrzyńca w Studzieńcu
Kościół pw. św. Wawrzyńca w Studzieńcu – katolicki obiekt sakralny, kościół filialny należący do parafii Świętej Rodziny w Lubieszowie, dekanatu Nowa Sól, diecezja zielonogórsko-gorzowska, metropolii szczecińsko-kamieńskiej,  zlokalizowany w Studzieńcu, w gminie Kożuchów, w powiecie nowosolskim, w województwie lubuskim.

## Historia
Kościół bez wieży powstał w II połowie XIII w. z kamienia i rudy darniowej. Dzwonnica dobudowana została w XV w., zawieszono w niej dzwon ufundowany w 1495 r. Nie dotrwała ona do naszych czasów. Obecna dzwonnica pochodzi z 1752 r. Po zakończeniu II wojny światowej był kościołem filialnym parafii Matki Bożej Gromnicznej w Kożuchowie. Po powstaniu w 2012 roku parafii w Lubieszowie stał się kościołem filialnym tej parafii. 

## Architektura
Kościół założony jest na rzucie prostokąta z nawą tej samej szerokości co prezbiterium od wschodniej strony, które zamknięte jest trójkątnie. Prezbiterium jest najstarszą częścią kościoła. Od strony zachodniej stoi wolno stojąca drewniana dzwonnica. Od strony wschodniej na zewnątrz wmurowano epitafia. Dach kościoła pokrywa gont drewniany. Całość otacza mur kamienny. Mimo że kościół był wielokrotnie przebudowywany, zachował wczesnogotycki styl.

## Galeria

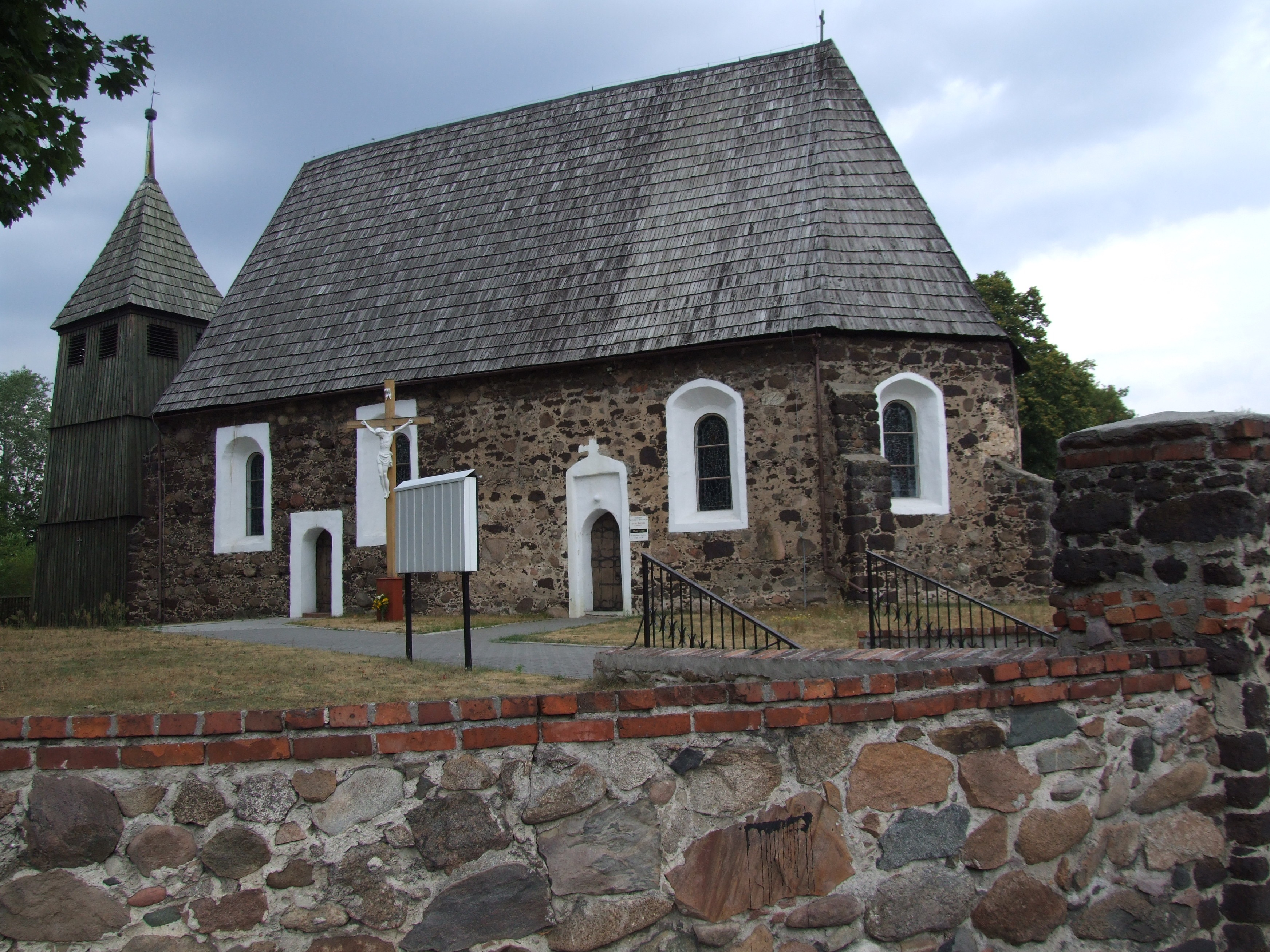
Widok od południa
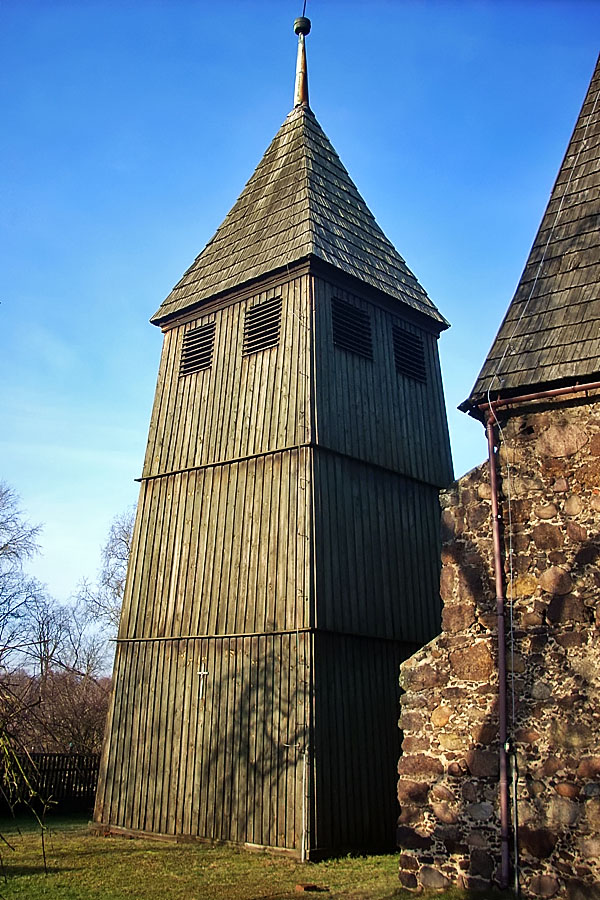
Wieża
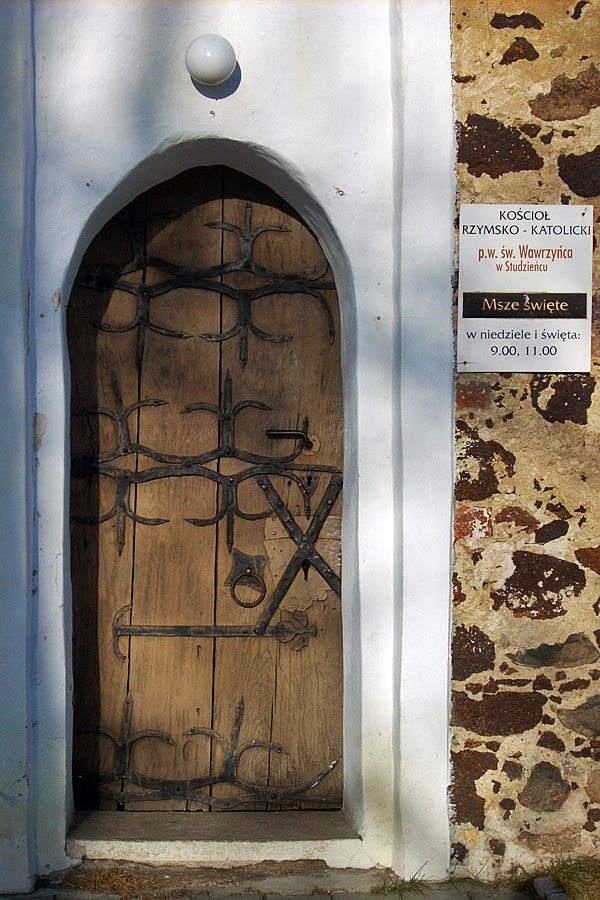
Wejście
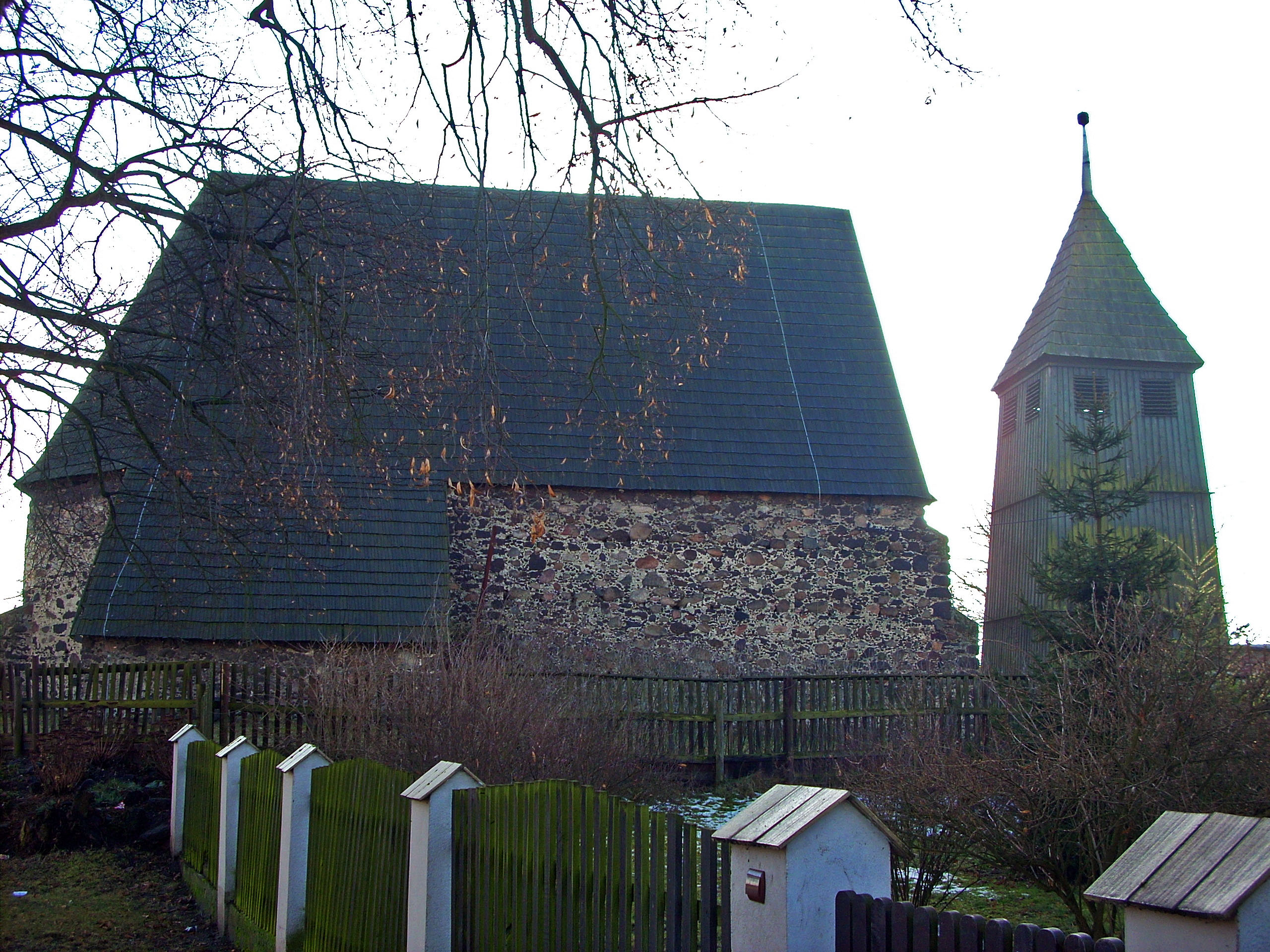
Widok od północy
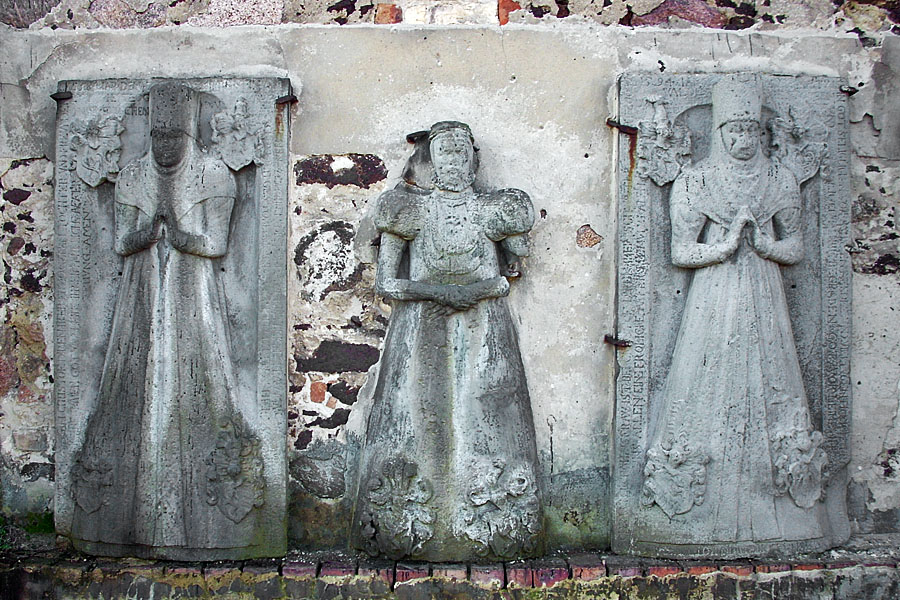
Epitafia od strony wschodniej
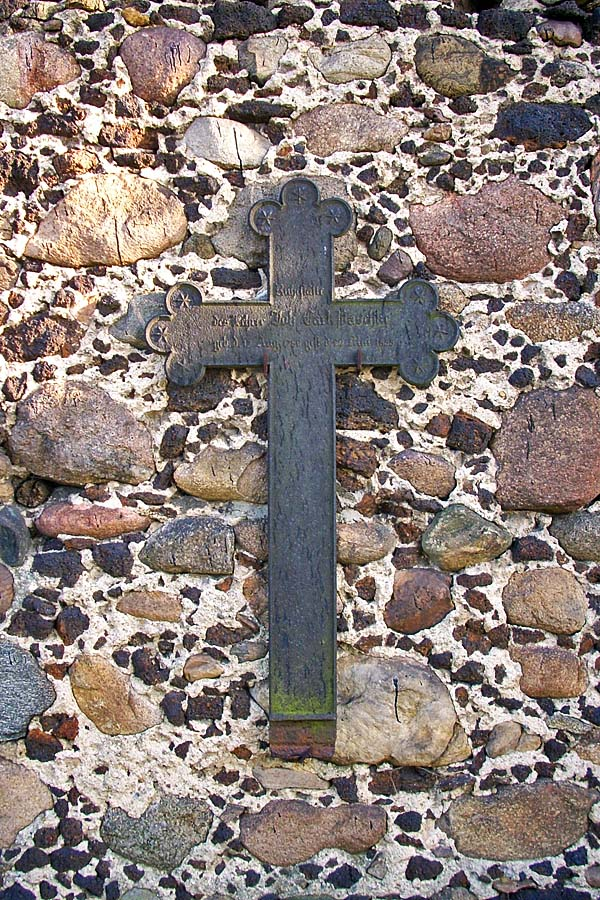
Krzyż od strony zachodniej